# Гуревич, Эммануил Львович
Эммануил Львович Гуревич (1866—1952) — русский общественный деятель рубежа XIX—XX веков, публицист революционного толка, переводчик с французского. Использовал псевдонимы К. Д. и Е. Смирнов.

## Биография
В революционном движении с 1883, народоволец, позднее социал-демократ. Живя в Париже, был близок к сторонникам Ж. Геда. В 1900 в делегации на Международном социалистическом конгрессе 2-го Интернационала в Париже. Вместе с Д. Б. Рязановым и Ю. М. Стекловым выступал сторонником объединения организаций «Искры» и «Рабочего дела», один из основателей «Борьбы». После 2-го съезда РСДРП в 1903 стал меньшевиком, член редакционной коллегии «Начала», участник конференции меньшевиков в Петербурге в ноябре 1905, представитель меньшевистской фракции на конференции большевиков в Таммерфорсе в декабре того же года. В годы реакции «ликвидатор», сотрудничал в либеральной газете «Товарищ», один из создателей и ведущий сотрудник ликвидаторского журнала «Наша заря». Участвовал в работе социал-демократической фракции 3-й Государственной думы, что послужило поводом для ареста в 1911 и высылки из Петербурга. В годы 1-й мировой войны — «оборонец». В 1917—1918 редактор газеты «Власть народа». Впоследствии от политической деятельности отошёл. В 1920 управлял архивом бывшего министерства иностранных дел, с 1921 работал в Институте Маркса и Энгельса.

### Семья
- Дочь — Ольга Эммануиловна Гуревич (1897—1983), театровед, жена экономиста А. В. Чаянова.
- Сын — Лев Эммануилович Гуревич, физик.

## Публикации
- Внешняя политика / К. Д. [псевд.] — В кн. Внешняя и национальная политика Николая II. Женева, 1905. с. 16—23.
- Государственный строй и политические партии в Зап. Европе и Сев. Америк. Соедин. Шатах / Редакция Е. Смирнова [псевд.]. Т. 1—3. — СПб., Н. Глаголев, [1903-1905] Т. 1. [1903] . XXXII, 322 с., Т. 2. [1904], 333 с.
- Кабэ, Этьен. Путешествие в Икарию. Философский и соц. роман. Пер. с франц. Под ред. Э. Л. Гуревича. Коммент. Э. Л. Гуревича и Ф. Б. Шуваловой. Вступ. статья В. П. Волгина [«Этьен Кабэ», с. 5-67]. Ч. 1. — М.-Л., 2-е тип. изд. АН СССР в Мск., 1848.
- Очерк теории ценности / автор Е. Смирнов [псевд.] — СПб, тип. Каршбаума, 1904. — 144 с.
- Победа кадетов и левые партии / — СПб., автор Е. Смирнов [псевд.], «Новый мир», 1906. — 23 с.